# سرخیو پریس-منچتا
سرخیو پریس-منچتا (اسپانیایی: Sergio Peris-Mencheta‎؛ زادهٔ ۷ آوریل ۱۹۷۵) بازیگر و کارگردان نمایش اهل اسپانیا است.

## زندگی‌نامه

### اوایل زندگی
لوئیس سرخیو پریس-منچتا باریو در ۷ آوریل ۱۹۷۵ در مادرید به دنیا آمد؛ فرزند پدری اسپانیایی و مادری اهل مسکو که دختر تبعیدیان اسپانیایی بود. او بازیکن راگبی ۱۵ نفره برای تیم لیسئو فرانسس بود و همچنین عضو تیم‌های بین‌المللی که چندین قهرمانی کسب کردند و کاپیتان تیم جوانان خود بود. پس از پایان تحصیلات متوسطه، در دانشگاه کارلوس سوم مادرید ثبت‌نام کرد، اما در حین شرکت در گروه تئاتر دانشگاه که به کارگردانی اینس پاریس بود، علاقه‌مند به بازیگری شد.

### حرفه
در سال ۱۹۹۸، پریس-منچتا نقش خود را در سریال تلویزیونی درام نوجوانان پس از کلاس به‌دست‌آورد که برای او محبوبیت زیادی به همراه داشت. او نقش دانی داروکا، یکی از دانش‌آموزان مدرسه سیته روبلز را بازی کرد.
او اولین حضور خود در فیلم بلند را با «خارا» (۱۹۹۹) تجربه کرد، که در آن کنار اولیویا مولینا که او نیز در این فیلم اولین تجربه‌اش بود و بازیگر باتجربه آنخلا مولینا ایفای نقش کرد. او نقش تاتو را بازی کرد، مردی که زنی اسرارآمیز و زیبا (خارا) را می‌یابد که از کودکی به تنهایی در جنگل زندگی می‌کند و رابطه‌ای مبهم بین آن‌ها شکل می‌گیرد.

### زندگی شخصی
در سال ۲۰۱۷، او با بازیگر مارتا سولاس ازدواج کرد که حاصل این ازدواج دو فرزند است. در ژانویه ۲۰۲۴، پریس-منچتا اعلام کرد که به نوعی نامشخص از سرطان مبتلا شده است؛ بیماری‌ای که بعدها «لوسمی میلومونوسیتیک مزمن» (CMML) تشخیص داده شد.

## گزیدهٔ نقش‌آفرینی‌ها

### سینما
- هنر مردن (۲۰۰۰)
- مأموران مخفی (۲۰۰۴)
- کاروسل حوالی ۱۹۵۰ (۲۰۰۴)
- رنج عشق (۲۰۱۰)
- رزیدنت ایول: زندگی پس از مرگ (۲۰۱۰)
- خود زندگی (۲۰۱۸)
- کلیسای بزرگ دریا (۲۰۱۸)
- رمبو: آخرین خون (۲۰۱۹)
- مگ ۲: گودال (۲۰۲۳)

### تلویزیون
- پس از کلاس (۱۹۹۸)
- ایزابل (۲۰۱۲)
- بی‌کران (۲۰۲۲)